# Herrestrup Terminal
Herrestrup Terminal er en busterminal i Odsherred Kommune, beliggende i landsbyen Herrestrup ved Grevinge.
I den aktuelle køreplan (køreplansperiode 2019) betjenes terminalen således, at de to buslinjer 560 og 566 ankommer samtidig og afgår igen kort efter, således at der altid opnås korrespondance mellem buslinjerne. Busserne afventer også i hinanden i tilfælde af forsinkelser.
Linje 573 er en skolebuslinje, der primært betjener lokalområdet omkring terminalen.

## Buslinjer
- 560 (Holbæk - Hagested - Gundestrup -  Herrestrup Terminal - Vig -  Nykøbing Sjælland)
- 566 (Asnæs - Grevinge -  Herrestrup Terminal - Vig - Egebjerg - Nykøbing Sjælland)
- 573 (Asnæs - Grevinge - Herrestrup Terminal - Kelstrup - Sneglerup - Grevinge - Gundestrup - Herrestrup Terminal - Atterup - Plejerup - Herrestrup Terminal)